# Claas Relotius
Claas Relotius (ur. 15 listopada 1985 w Hamburgu) – niemiecki dziennikarz.

## Życiorys
Studiował kulturoznawstwo i nauki polityczne w Bremie i w Walencji (licencjat), a następnie ukończył studia magisterskie na kierunku dziennikarskim na Hamburg Media School (HMS). Od 2011 pracował jako freelanced autor specjalizując się w dziennikarstwie z dziedziny reportażu dla prasy niemieckojęzycznej oraz zagranicznej – m.in. „ZEITmagazin”, „Frankfurter Allgemeine Sonntagszeitung”, „Neue Zürcher Zeitung” oraz dla brytyjskiego „The Guardian”.
Od roku 2011 pracował dla hamburskiego tygodnika politycznego „Der Spiegel” – od 2017 jako redaktor. W dniu 19 grudnia 2018 tygodnik poinformował o zwolnieniu z pracy swojego reportera, gdy okazało się, że w wielu swoich artykułach zmyślał, relacjonował fikcyjne rozmowy itp. Powołana przez „Der Spiegel” w grudniu 2018 komisja do zbadania przypadku „Relotius” opublikowała wynik jej prac w maju 2019.

## Nagrody i wyróżnienia
Relotius był wielokrotnie nagradzany. Otrzymał m.in.: Austriacką Nagrodę Prasową (Österreichischer Zeitschriftenpreis – 2012), Szwajcarską Nagrodę Mediów dla młodych dziennikarzy (Schweizer Medienpreis für junge Journalisten – 2013); w latach 2013, 2015, 2016 oraz 2018 Niemiecką Nagrodę Reporterską (Deutscher Reporterpreis). W 2014 otrzymał nagrodę CNN Journalist of the Year, a w 2017 nagrodę Liberty Award oraz nagrodę European Press Prize, którą zwrócił 2019.